# Marco Beneventano
 (février 2025).
Si vous disposez d'ouvrages ou d'articles de référence ou si vous connaissez des sites web de qualité traitant du thème abordé ici, merci de compléter l'article en donnant les références utiles à sa vérifiabilité et en les liant à la section « Notes et références ».
Marco Beneventano est un moine célestin, mathématicien et astronome italien, né à Bénévent en 1465 et mort en 1522.

## Œuvres
Marco Beneventano a été le principal éditeur de l’édition latine de la Géographie de Ptolémée, imprimée à Rome en 1507, et avec un nouveau titre en 1508 ; il augmenta cette édition d’un nouveau planisphère, dressé par Johann Ruysch, et de six cartes modernes qui ne se trouvaient pas dans l’édition de 1478, la première où l’on ait employé la gravure en cuivre pour multiplier les cartes géographiques.
Marco Beneventano s’était aussi appliqué à l’astronomie ; et il publia un ouvrage qui paraît être le Tractatus de motu octavæ sphæræ, que Lalande (Bibl. astr., p. 7), trompé par Weidler, place sous l’année 1355. Albert Pighius le réfuta en prenant la défense des Tables alphonsines, Adversus novam Marci Beneventani astronomiam, quæ positionem alphonsinam ac recentiorum omnium de motu octavi orbis depravavit, Alb. Pighii Campensis Apologia, in qua alphonsina positio tota demonstratur , Paris, 1522, in-4°. Cette édition n’est probablement qu’une réimpression, et l’ouvrage doit avoir d’abord paru à Rome en 1520 ou 1521 sous le voile de l’anonyme, car le célestin y répondit en 1521 par les deux ouvrages, cités par Niccolò Toppi :
- Apologeticum opusculum Marco Beneventano monaco celestino authore adversus ineptias cacostrologi anonymi, etc. ;
- Novum opusculum Marci Beneventani.... iterum scribentis in cacostrologum referentem ad eclipticam immobilem abacum alphonsinum.